# Dodecàedre excavat
En geometria, el dodecàedre excavat és un políedre estelat que té 60 cares triangulars equilàteres. La seva superfície exterior representa l'estelació Ef1g1 de l'icosàedre. Apareix al llibre de Magnus Wenninger Polyhedron Models com a model 28, la tercera estelació de l'icosàedre.

## Com a estelació
| Diagrama d'estelació | Estelació | Nucli     | Envolupant convexa |
| -------------------- | --------- | --------- | ------------------ |
|                      |           | Icosàedre | Dodecàedre         |

## Políedres relacionats

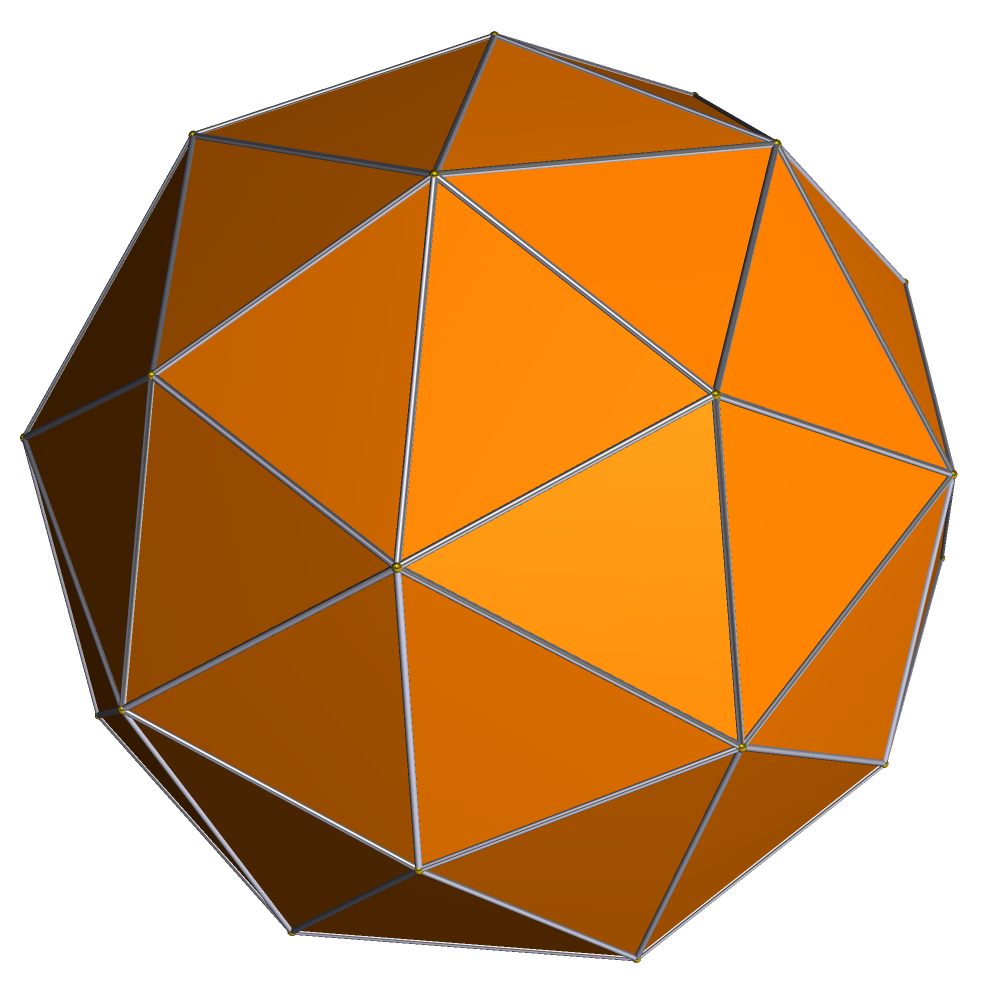
Està relacionat amb el dodecàedre pentakis, però té piràmides invertides.
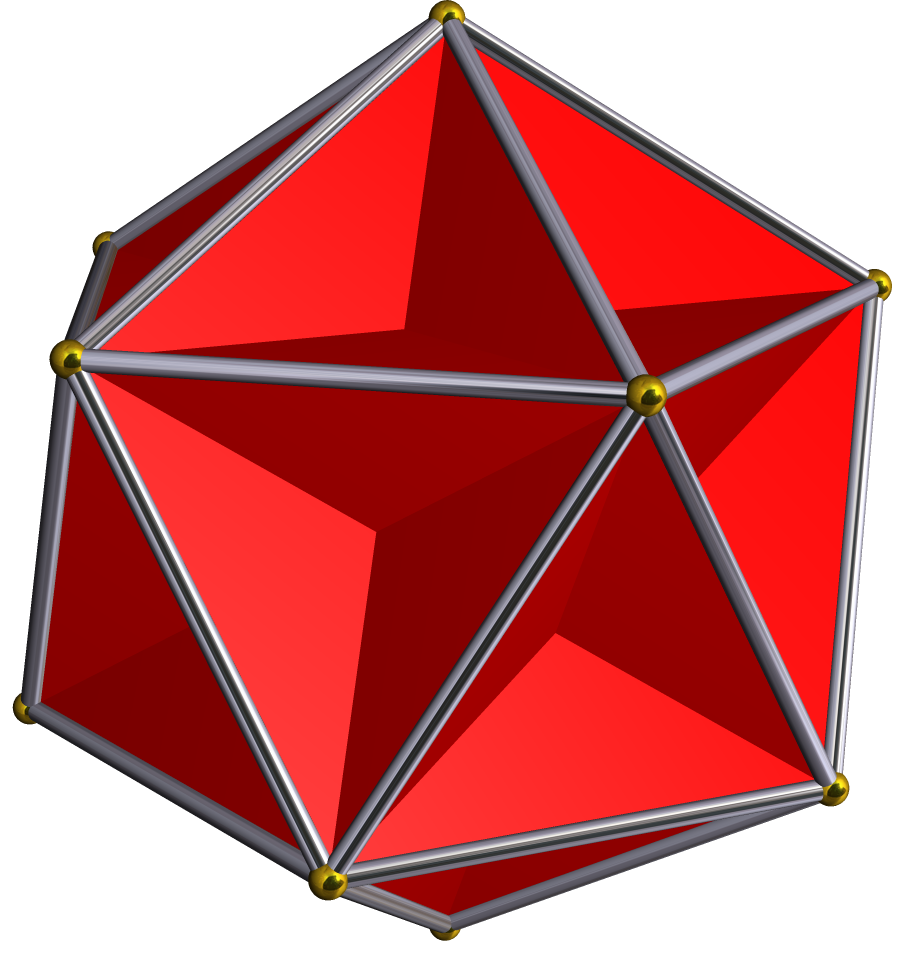
El gran dodecàedre s'assoembla a un icosàedre excavat (l'icosàedre és el dual del dodecàedre).